# Bernhard Valke
Bernhard Valke (* im 14. Jahrhundert; † 11. März 1448) war Domdechant in Münster und Domherr in Hildesheim.

## Leben
Bernhard Valke entstammte der münsterländischen ritterbürtigen Familie Valke, deren Sitz der Falkenhof in Rheine war. Er war der Sohn des Johann Valke und erhielt am 12. Oktober 1390 von Papst Bonifatius IX. eine Zusage auf eine frei gewordene münstersche Dompräbende. Als Domherr urkundlich belegt ist er erstmals am 25. Mai 1394. Im Oktober 1401 erhielt Bernhard ebenso eine päpstliche Zusage auf ein Domkanonikat in Hildesheim. Im März 1418 war er Domscholaster und damit Leiter der Domschule. Ab dem 19. Februar 1443 ist Bernhard als Domdechant nachzuweisen. In diesem Amt blieb er bis zu seinem Tode. Er war Archidiakon zu Bocholt und Mitglied des Domkalands.